# Frédéric II de Bade
Pour les articles homonymes, voir Frédéric II.
Frédéric II, décédé le 22 juin 1333, est co-margrave de Bade à Eberstein de 1291 à 1333.

## Famille
Frédéric II de Bade appartient à la première branche de la Maison de Bade, elle-même issue de la première branche de la maison de Zähringen. Il est le fils puiné de Hermann VII de Bade-Bade et d'Agnès de Truhendingen. À la mort de son père, il est co-margrave de Bade avec ses frères, et établit sa résidence à Eberstein.
Frédéric II de Bade épousa en 1312 Agnès de Weinsberg (morte le 3 mai 1320, fille de Conrad III de Weinsberg (bg)). Un enfant est né de cette union :
- Hermann IX, margrave de Bade

Veuf, Frédéric de Bade épousa Marguerite de Vailingen (morte en 1348). Quatre enfants sont nés de cette union :
- Frédéric
- Agnès (morte en 1361), elle fut abbesse au monastère de Lichtental
- Irmengarde, elle entra dans les ordres et fut religieuse au monastère de Lichtental
- Marie, elle entra dans les ordres et fut religieuse au monastère de Lichtental

## Sources
- Anthony Stokvis, Manuel d'histoire, de généalogie et de chronologie de tous les États du globe,depuis les temps les plus reculés jusqu'à nos jours, préf. H. F. Wijnman, Israël, 1966, Chapitre VIII. « Généalogie de la Maison de Bade, I. » tableau généalogique no 105.
- Jiří Louda & Michael Maclagan, Les Dynasties d'Europe, Bordas, Paris 1981  (ISBN 2040128735) « Bade Aperçu général », Tableau 106 & p. 210.